# Puente Seri Wawasan
El puente de Seri Wawasan es uno de los principales puentes de Putrajaya, capital administrativa federal de Malasia. Este puente es atirantado y de estilo futurista, con un aspecto de la navío de vela. El puente es la principal vía de conexión entre el recinto 2 de la isla con el área residencial del recinto 8.
El puente es una combinación de soportes de cable y de lazos de acero estructural posteriores. Las calzadas, de tres vías en cada dirección, tienen una anchura de 18,6 m cada uno, abarcando carriles de la anchura de 3 de 3,5 m, además de 0,5 m de margen a cada lado. El punto medio tiene una anchura de 4 m y la calzada tiene carriles destinados a bicicletas de 5,1 m de anchura, resultado en una anchura total de 37,2 m.